# Plectrum

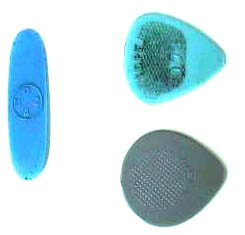
Verschillende vormen plectrums, links een lang dun saz plectrum.

Een plectrum (meervoud: plectrums of plectra) is een plat stukje plastic, been of ander materiaal dat tussen duim en wijsvinger wordt gehouden en waarmee de snaren van een tokkelinstrument zoals een banjo, mandoline of gitaar kunnen worden aangeslagen. De tiende-eeuwse Byzantijnse encyclopedie Suda stelt dat het plectrum in de 6e eeuw v.Chr. is uitgevonden door de Griekse lierdichteres Sappho.
Plectrums worden gemaakt in allerlei vormen, kleuren en diktes. Het langwerpige plectrum hiernaast wordt gebruikt voor een saz. Tegenwoordig is een plectrum meestal van kunststof, maar ook houten en stenen plectrums worden gebruikt. Vroeger werden zij onder andere van schildpadschild vervaardigd. De dikte varieert tussen de 0,38 en 3 millimeter; de lengte rond de 30 mm, breedte rond 25 mm. De keuze voor een plectrum zal mede afhangen van de manier van spelen, en het instrument.

## Geluid van een plectrum
Spelen met een plectrum geeft een ander geluid dan met de vingertoppen. Met een plectrum is het contrast in de tonen groter en het geluid is helderder.
De dikte, het materiaal en de stijfheid van een plectrum hebben invloed op de de klank van het instrument. Zo klinkt een 3mm dikke plexiglas-achtige Dunlop Stubby Jazz voller en ronder dan een 1,4 mm dikke nylon Dunlop Jazz III, die op zijn beurt een stuk helderder klinkt.
Plectrums van Tortoise, een kunststof dat op schildpaddenschild lijkt, dikken het licht schrapende geluid bij de aanzet van een noot aan.
U2-Gitarist The Edge vergroot dat schrapende geluid nog eens door niet met de punt, maar met de ronde kant van een plectrum te spelen. Het oppervlak van die ronde kant is ook nog eens geribbeld.
Brian May van Queen gebruikt 6-pence-muntjes als plectrum.
Op ukeleles is het niet ongebruikelijk om met plectra van hard geperst vilt te spelen die geen blikkerige "klik" bij de aanzet van een noot veroorzaken.
- Gemeinsame Normdatei: 4404220-6